# Jugovići, Nikšić
Jugovići este un sat din comuna Nikšić, Muntenegru. Conform datelor de la recensământul din 2003, localitatea are 329 de locuitori (la recensământul din 1991 erau 348 de locuitori).

## Demografie
În satul Jugovići locuiesc 258 de persoane adulte, iar vârsta medie a populației este de 37,6 de ani (37,4 la bărbați și 37,8 la femei). În localitate sunt 81 de gospodării, iar numărul mediu de membri în gospodărie este de 4,06.
Populația localității este foarte eterogenă.
|  |

| Demografie | Demografie | Demografie |
| An         | Locuitori  | Locuitori  |
| ---------- | ---------- | ---------- |
|            |            |            |
|            |            |            |
|            |            |            |
|            |            |            |
| 1948       | 207        |            |
| 1953       | 239        |            |
| 1961       | 292        |            |
| 1971       | 281        |            |
| 1981       | 314        |            |
| 1991       | 348        | 346        |
| 2003       | 330        | 329        |

| \| Componența etnică conform recensământului din 2003[2] \| Componența etnică conform recensământului din 2003[2] \| Componența etnică conform recensământului din 2003[2] \| Componența etnică conform recensământului din 2003[2] \| Componența etnică conform recensământului din 2003[2] \| \| ----------------------------------------------------- \| ----------------------------------------------------- \| ----------------------------------------------------- \| ----------------------------------------------------- \| ----------------------------------------------------- \| \| \| \| \| \| \| \| Sârbi \| Sârbi \| \| 167 \| 50,75% \| \| Muntenegreni \| Muntenegreni \| \| 156 \| 47,41% \| \| Bosniaci \| Bosniaci \| \| 1 \| 0,3% \| \| necunoscută \| necunoscută \| \| 0 \| 0% \| |              |  |     |        |
| Componența etnică conform recensământului din 2003 |              |  |     |        |
| |              |  |     |        |
| Sârbi | Sârbi        |  | 167 | 50,75% |
| Muntenegreni | Muntenegreni |  | 156 | 47,41% |
| Bosniaci | Bosniaci     |  | 1   | 0,3%   |
| necunoscută | necunoscută  |  | 0   | 0%     |